# Medhi Benatia
Medhi Amine El Mouttaqi Benatia là một cựu cầu thủ bóng đá người Maroc.

### Sự nghiệp quốc tế
| Maroc | Maroc | Maroc |
| Năm   | Trận  | Bàn   |
| ----- | ----- | ----- |
| 2009  | 7     | 0     |
| 2010  | 4     | 0     |
| 2011  | 5     | 1     |
| 2012  | 8     | 0     |
| 2013  | 5     | 0     |
| 2014  | 4     | 0     |
| 2015  | 4     | 0     |
| 2016  | 4     | 0     |
| 2017  | 8     | 1     |
| 2018  | 12    | 0     |
| 2019  | 4     | 0     |
| Tổng  | 66    | 2     |

### Bàn thắng quốc tế
| #  | Ngày                 | Địa điểm                                                  | Đối thủ     | Bàn thắng | Kết quả | Giải đấu                 |
| -- | -------------------- | --------------------------------------------------------- | ----------- | --------- | ------- | ------------------------ |
| 1. | 4 tháng 6 năm 2011   | Sân vận động Marrakech, Marrakech, Maroc                  | Algérie     | 1 – 0     | 4 – 0   | Vòng loại CAN 2012       |
| 2. | 11 tháng 11 năm 2017 | Sân vận động Félix Houphouët-Boigny, Abidjan, Bờ Biển Ngà | Bờ Biển Ngà | 2 – 0     | 2 – 0   | Vòng loại World Cup 2018 |